# Johann Christoph Ludwig Mieg

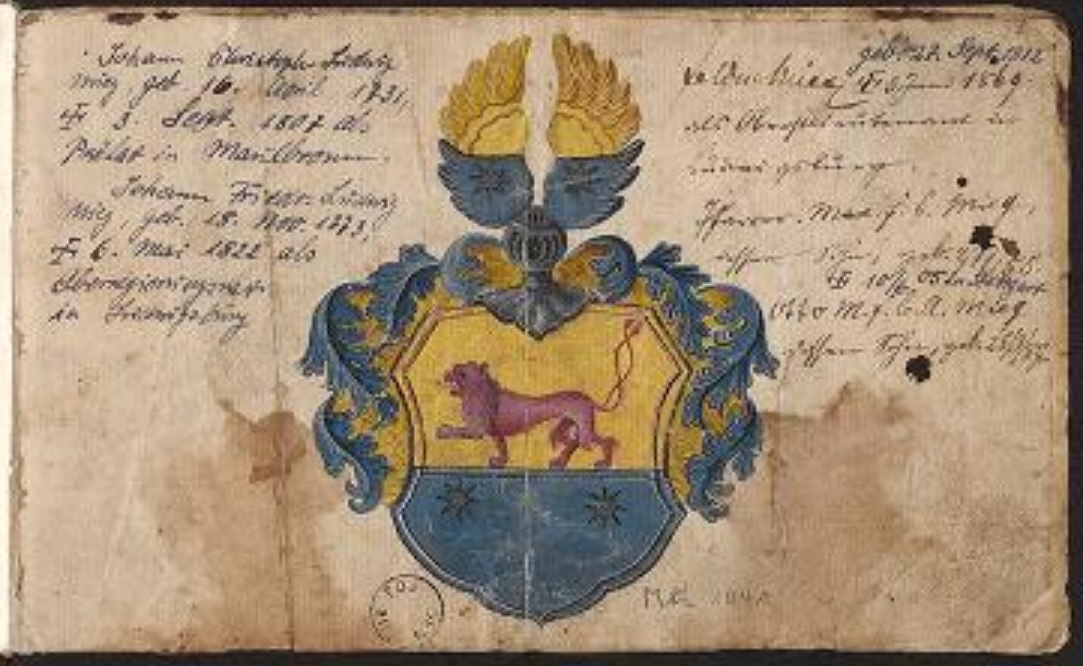
Wappen der Familie Mieg im Stammbuch Johann Christoph Ludwig Mieg

Johann Christoph Ludwig Mieg (auch Johann Christof Ludwig Mieg; * 16. April 1731 in Unteröwisheim; † 3. September 1807 in Maulbronn) war ein deutscher lutherischer Geistlicher. Er war Abt, Generalsuperintendent und Prälat von Maulbronn.

## Leben
Mieg war der Sohn des Derdinger Präfekten Georg Ludwig Mieg. Er stammte aus einer weitverzweigten, ursprünglich aus Straßburg stammenden Familie Mieg. Am 6. November 1746 wurde er an der Universität Tübingen immatrikuliert und 1748 Stipendiat am Tübinger Stift. Den Bakkalaureusgrad erhielt er am 17. September 1748 und schließlich den Magistergrad am 4. November 1750. Ab 1756 absolvierte er in Freudenstein sein Vikariat. Anschließend war er ab 1757 als Feldprediger in württembergischen Diensten, wurde 1759 Diakon in Ludwigsburg und verblieb dort bis 1780. In diesem Jahr erhielt er die Stelle als Spezialsuperintendent und Stadtpfarrer in Vaihingen an der Enz.
Mieg wurde 1788 schließlich Abt und Generalsuperintendent von Maulbronn. Später wurde er zudem als Prälat und herzoglicher Rat geführt. Er war ab 1797 Mitglied des Landtags der Altwürttembergischen Landstände. Er verstarb im Amt und wurde in der Klosterkirche Maulbronn beigesetzt.
Das Stammbuch Johann Christoph Ludwig Mieg, das in der Zeit von 1753 bis 1760 entstanden ist, wird in der Universitätsbibliothek Tübingen aufbewahrt.
Der württembergische wirkliche Oberregierungsrat Johann Friedrich Ludwig von Mieg (1773–1822), nacheinander Oberamtmann zu Heidenheim, Tübingen und Ludwigsburg, war sein Sohn.
Der Ballistiker Armand Mieg war sein Urenkel.